# ليف سورينسن
ليف سورينسن (بالدنماركية: Leif Sørensen)‏ هو لاعب كرة قدم دنماركي، ولد في 1956. لعب مع Brønshøj Boldklub ‏.